# 金牛座V471
金牛座V471（縮寫：V471 Tau）是在金牛座的一顆食變星。這顆恆星的視星等為9等，因此無法用肉眼直接看到。它距離太陽系大約155光年。

## 物理特性
金牛座V471系統至少有兩個成員：一顆光譜類型為D2的白矮星；和K型主序星（K2V）。食的時間有一些變化，一度被認為是由於系統的第三個成員，被認為是棕矮星，但這已經被排除，食的變化可能是由蘋果門機制引起的。該系統位於畢宿星團。